# Opilionanthe
Opilionanthe – rodzaj roślin z rodziny storczykowatych (Orchidaceae). Rodzaj obejmuje dwa gatunki będące endemitami Peru w Ameryce Południowej.

## Systematyka
Rodzaj sklasyfikowany do podplemienia Pleurothallidinae w plemieniu Epidendreae, podrodzina epidendronowe (Epidendroideae), rodzina storczykowate (Orchidaceae), rząd szparagowce (Asparagales) w obrębie roślin jednoliściennych.
Wykaz gatunków
- Opilionanthe magdalenae Damian & Mitidieri
- Opilionanthe manningii (Luer) Karremans & Bogarín